# 八幡巻

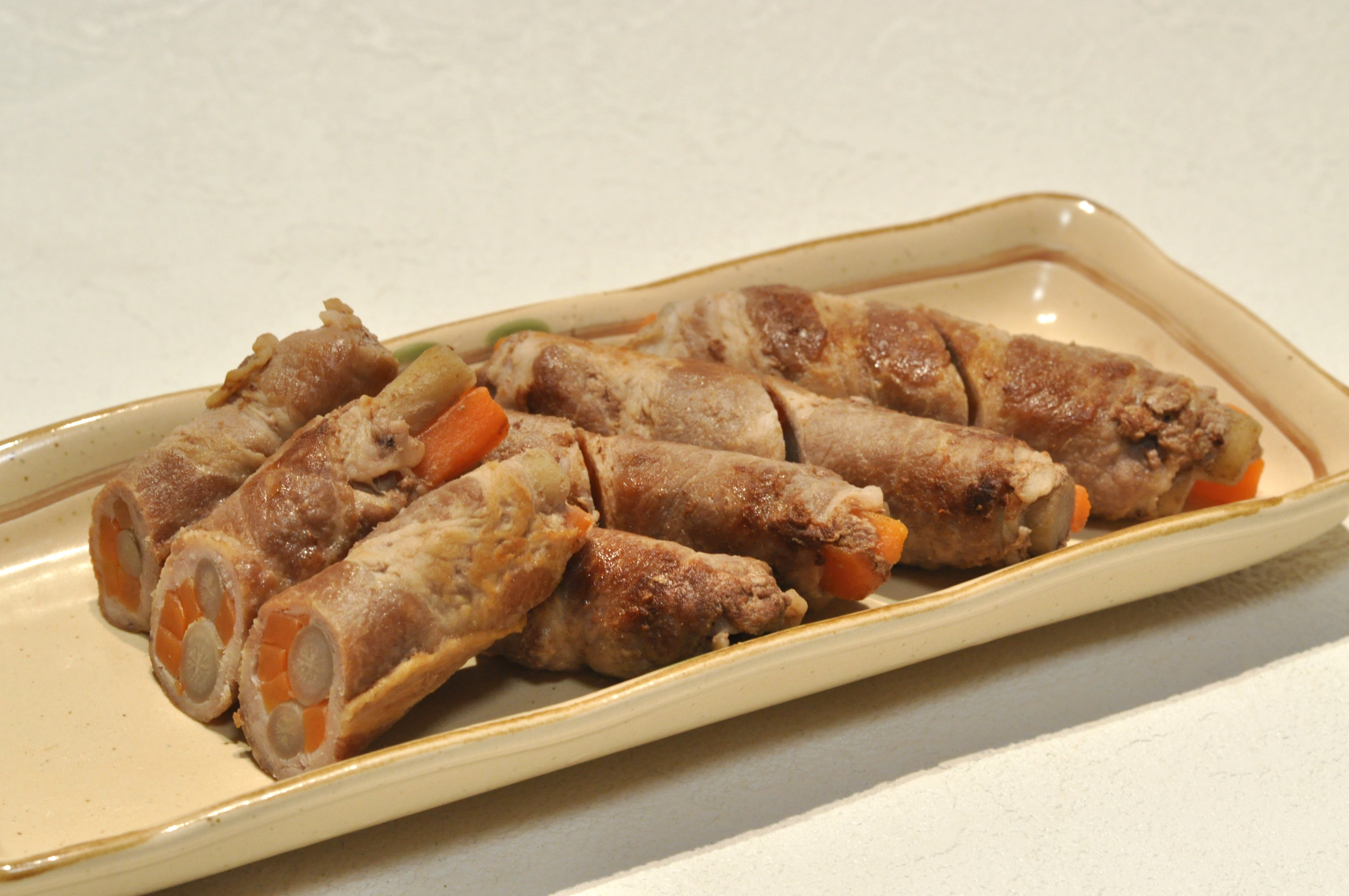
肉でゴボウを巻いた八幡巻

八幡巻（やわたまき）とは、ゴボウを主な食材として用いる、日本の料理の1つである。八幡村（現在の京都府八幡市）の郷土料理として知られる。

## 概要
八幡巻は、煮て下調理したゴボウを軸として、ウナギやドジョウを巻き付けた後に、さらに煮るか、または、タレを付けて焼き上げるかして作る料理である。
京都近郊の八幡村（現在の京都府八幡市）は、ゴボウの産地として知られていた。また、この付近では天然のウナギも獲れたという。八幡の石清水八幡宮では放生会の行事があり、本来殺生を慎むべきその時期に川魚が食べられるように、ゴボウで巻いて隠して食べていたのが始まりとされている。
この料理の名称に付く「八幡」とは、この八幡村のことであり、2016年現在では八幡市の郷土料理として紹介されているが、日本全国で食べることができる。
この他、ウナギやドジョウを使った八幡巻だけではなく、近年ではバリエーションの料理として、アナゴや牛肉を使用する八幡巻も存在する。また、バリエーションとして鶏肉を使用することもある。なお八幡巻は、京都市を中心として京都府に加えて、大阪府や滋賀県などでも食されている。おせち料理の1つとして利用される場合もある。